# جو فرنسيس
جو فرنسيس (بالإنجليزية: Joe Francis)‏ هو سياسي أسترالي، ولد في 11 ديسمبر 1970 في سيدني في أستراليا. حزبياً، نشط في الحزب الليبرالي الأسترالي. وقد انتخب عضو الجمعية التشريعية لأستراليا الغربية.